# Palladio (mitologia)

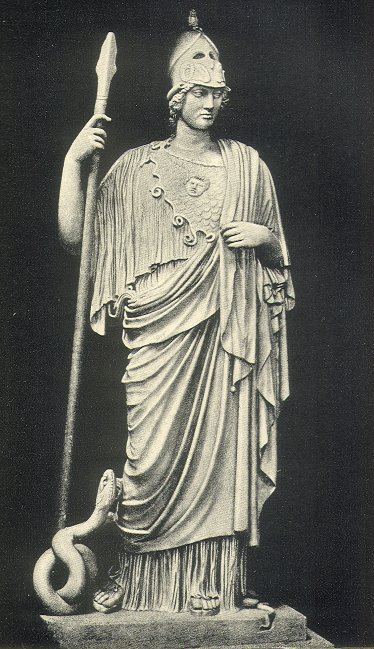
La Atena Giustiniani, copia romana della statua greca di Pallade Atena

Il palladio (in greco antico: Παλλάδιον?, Palládion) è un simulacro ligneo che, secondo le credenze dell'antichità, aveva il potere di difendere un'intera città.
Il più famoso era custodito nella città di Troia, cui garantiva l'immunità: la città fu distrutta infatti solo dopo che Ulisse e Diomede riuscirono a rubarlo. Un'altra versione del mito dice che il palladio era custodito nell'antica città di Roma, dove giunse portato da Enea.

## Il primo palladio
Era una statua di legno (più precisamente uno xoanon), alta tre cubiti, che ritraeva Pallade Atena reggente una lancia nella mano destra e una rocca e un fuso nella sinistra; il suo petto era coperto dall'egida.
Secondo il mito, Atena, uccidendo per sbaglio la compagna di giochi Pallade, come segno di lutto assunse ella stessa il nome di Pallade e fece costruire questa immagine, ponendola sull'Olimpo a fianco del trono di Zeus.

## Il palladio a Troia

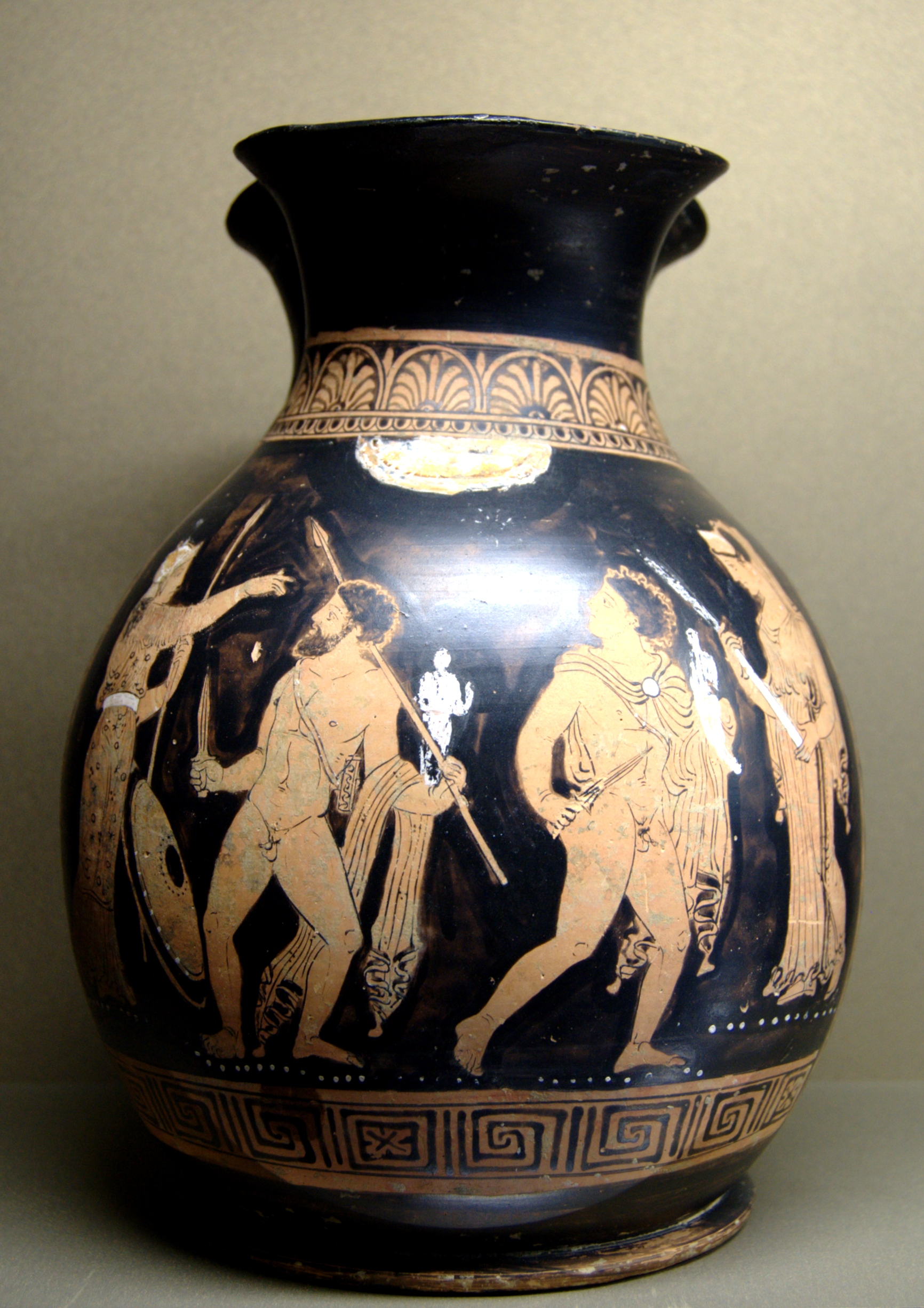
Ulisse e Diomede sottraggono il palladio. Oinochoe apula da Reggio Calabria (360-350 a.C.). Museo del Louvre

Elettra, la nonna di Ilo (il fondatore di Troia), venne violentata da Zeus e sporcò del suo sangue verginale il simulacro della vergine Pallade; Atena, infuriatasi, scaraventò Elettra e il palladio sulla Terra.

Ilo aveva chiesto un segno a Zeus mentre marcava i confini della città e lo ottenne. Apollo Sminteo consigliò a Ilo: 
 Alcuni dicono che fu Elettra stessa a donare il palladio a Dardano.
Nell'occorrenza di un incendio, Ilo si tuffò tra le fiamme per recuperare il palladio, ma Atena, infuriata che un mortale si avvicinasse incauto al suo simulacro, accecò Ilo. Questi, tuttavia, riuscì a placare la dea e a riottenere la vista.
Secondo la leggenda, durante la guerra di Troia, gli achei seppero da Eleno, figlio di Priamo, che la città non sarebbe stata conquistata fin tanto che il palladio si trovasse in città. Ulisse e Diomede si travestirono allora da mendicanti ed entrarono nella città, presero l'immagine della dea e, scavalcando le mura, la portarono nel loro accampamento: questa avventura viene menzionata come una delle cause della sconfitta troiana.

## Il palladio ad Atene

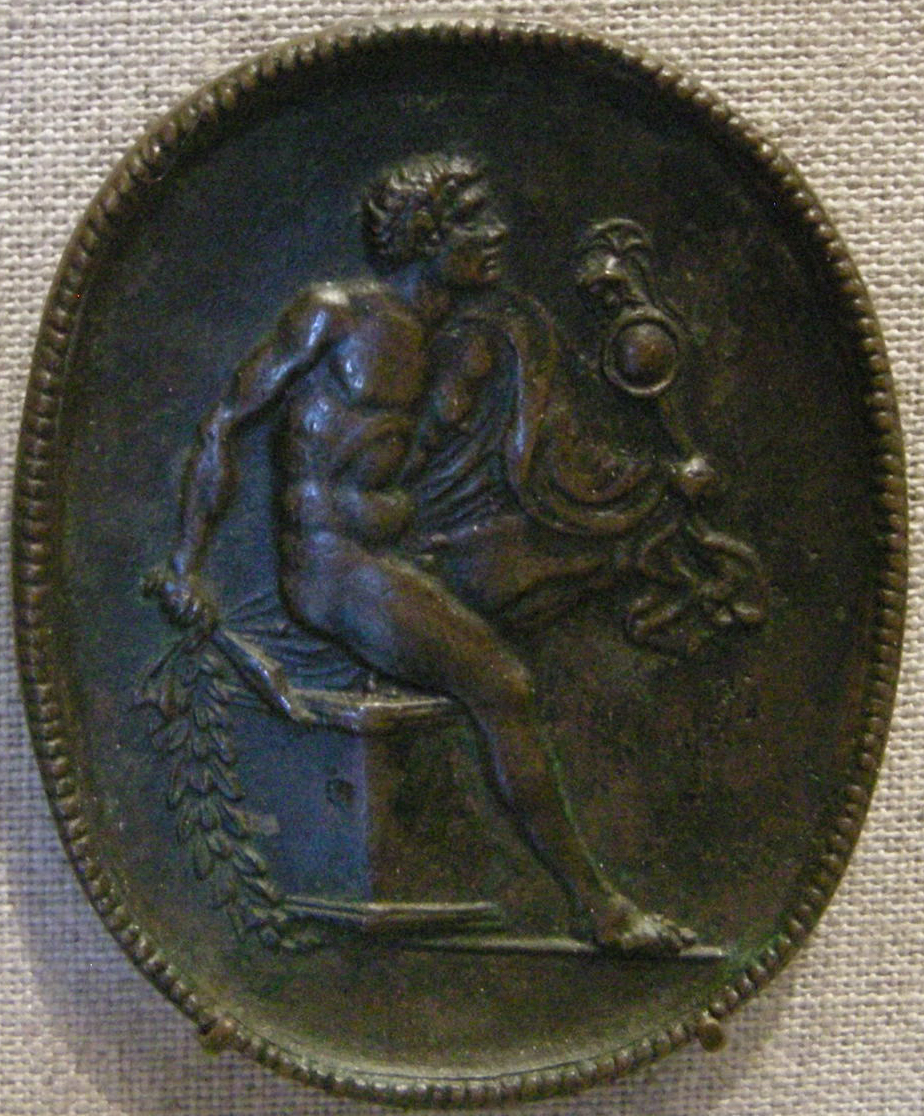
Placchetta rinascimentale (dall'antico), Diomede col palladio

Pallade Atena era anche patrona della città di Atene. Gli ateniesi raccontavano che Pallante, un eroe che volle ambire al trono di Atene, ebbe una figlia, Crise, che sposò Dardano, considerato il capostipite dei troiani. Ma era solo una propaganda politica: in tal modo si faceva di Troia e dello stretto dei Dardanelli proprietà achea.
Si racconta inoltre che Crise portò con sé, nel viaggio dalla Grecia a Troia, i suoi idoli e numi tutelari, tra i quali il palladio. Ma i miti principali non fanno di Crise la sposa di Dardano. Questo comunque descrive come le due città avessero un culto comune: ad Atene i figli di Pallante erano detti Pallantidi ed erano cinquanta, così come cinquanta erano i figli di Priamo. Ciò potrebbe significare che in entrambe le città esistevano dei collegi di cinquanta sacerdoti che officiavano il culto alla dea Atena.
Il palladio rubato da Diomede venne dato a Demofonte e infine a Buzige, l'eroe ateniese che per primo soggiogò i buoi all'aratro, affinché lo portasse ad Atene.

## Il palladio di Roma

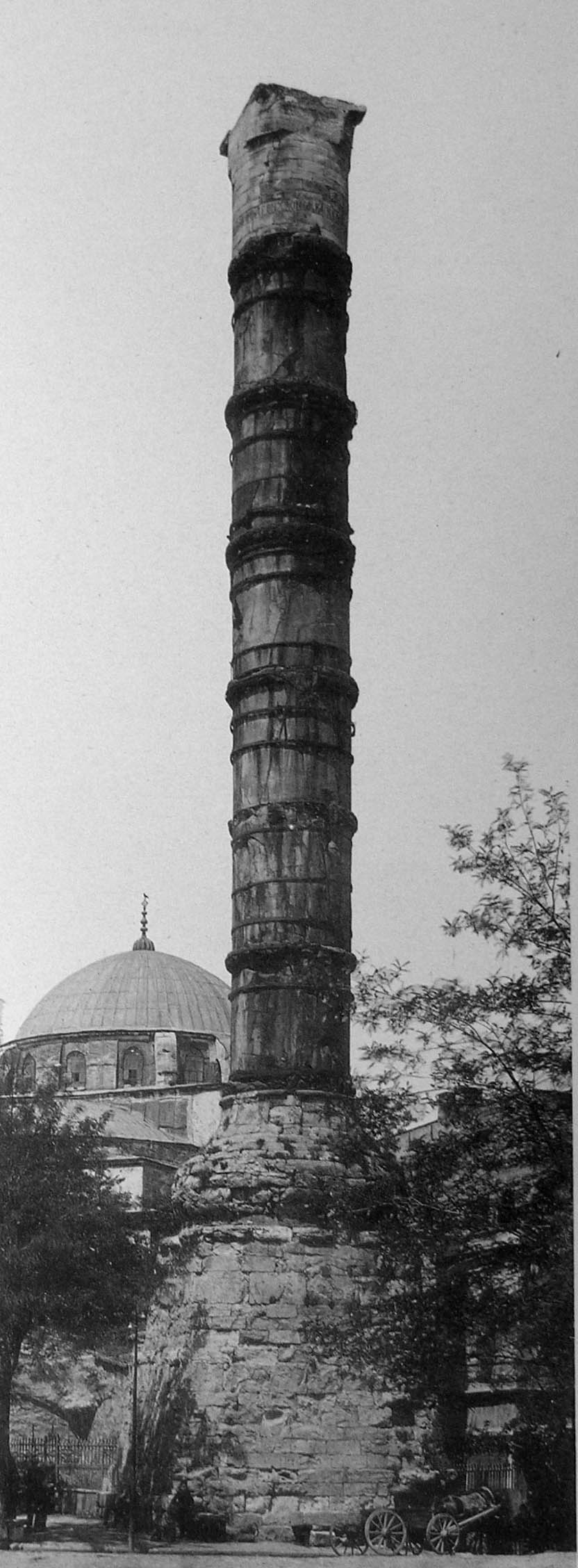
Colonna di Costantino I a Costantinopoli.

Virgilio attribuisce il furto del palladio a Diomede e Ulisse.
Secondo la tradizione di Arctino di Mileto, citato da Dionigi di Alicarnasso, invece, Ulisse e Diomede non rubarono il vero palladio, poiché Enea portò con sé la statua in Italia, che venne più tardi trasferita nel tempio di Vesta nel foro romano.
La tradizione latina voleva invece che Diomede riconsegnasse il simulacro a Enea, in Calabria (Apulia) o in agro Laurenti.
Su alcune monete dell'epoca di Cesare, Enea viene rappresentato col padre Anchise sulle spalle e il palladio nella mano destra.
Durante il regno dell'imperatore Eliogabalo (218-222), che era il gran sacerdote della divinità solare siriana El-Gabal, il palladio venne portato coi più importanti oggetti sacri della Religione romana nel tempio di questa divinità a Roma, l'Elagabalium, in modo che solo questo dio venisse adorato.
Durante il tardo impero una tradizione bizantina affermava che il palladio venne trasferito da Roma a Costantinopoli da Costantino I e seppellito sotto la Colonna di Costantino.
Altri sostengono che il palladio fosse invece distrutto dalle ultime Vestali nel 394 per evitarne la profanazione.

## Palladio nelle altre città
Secondo alcune versioni della leggenda, esistevano due palladio, uno troiano e uno ateniese, ricavato dalle ossa di Pelope. Altri dicono vi fossero tanti palladi: una volta capite le potenzialità del talismano, è molto probabile che questo oggetto (o questi oggetti) venisse rubato e mutilato.
Oppure erano dei palta, ossia "cosa caduta dal cielo". Infatti i palta dovevano essere sempre esposti alla volta celeste: così la sacra pietra di termine a Roma stava sotto un'apertura del tetto nel tempio di Giove, e un'identica apertura era stata praticata nel tempio di Zeus a Troia.
Comunque, per estensione con il termine palladio si iniziò a indicare statue o altri oggetti o edifici, la cui presenza faceva da "talismano" nella protezione della città.
Uno dei palladi più famosi, oltre quello romano, era quello di Napoli, che nel medioevo si credeva costruito da Virgilio-mago e nascosto sottoterra. Esso era una riproduzione in miniatura della città contenuta in una bottiglia vitrea dal collo finissimo, che la protesse da sciagure e invasioni, finché non fu trovato e distrutto da Corrado di Querfurt, cancelliere dell'imperatore Arrigo VI e mandato a conquistare il Regno di Sicilia.
Un altro "palladio" conosciuto è la Statua di Marte di Firenze, presunta vestigia della Florentia romana citata da Dante Alighieri, che venne travolta da un'inondazione dell'Arno nel 1333; da alcuni ciò fu interpretato come un oscuro presagio della peste nera (1348).

## Nella Divina Commedia
Il palladio di Troia è citato da Dante Alighieri nella Divina Commedia nel XXVI canto dell'Inferno a proposito di Diomede, che sconta la sua pena insieme ad Ulisse nell'ottava bolgia, dove sono puniti i consiglieri fraudolenti; sempre nella Commedia la seconda zona del Cocito si chiama Antenora, dal nome di colui che in una leggenda avrebbe permesso ai due greci di rubare il palladio, e lì sono puniti i traditori della patria.